# Point Edward
Point Edward es un pueblo canadiense situado en la provincia de Ontario.

## Superficie
Point Edward tiene una superficie de 3,3 km².

## Demografía
En 2021, tenía 1930 habitantes, una densidad poblacional de 585 hab./km², y 989 viviendas.